# Ură
Ura este un sentiment puternic, nestăpânit, de antipatie intensă sau de dușmănie față de cineva sau de ceva. Ura poate fi considerată ca forma extremă a disprețului sau a antipatiei.
Friedrich Kirchner, în cartea sa Wörterbuch der Philosophischen Grundbegriffe (Dicționarul noțiunilor de bază ale filozofiei), descrie ura ca fiind
"o antipatie intensă de a face ceva, ea fiind sentimentul contrar dragostei, în care cel stăpânit de ură caută să-i facă numai rău celuilalt."
Sentimentul de ură poate fi provocat de invidie, gelozie sau amor propriu rănit. Un studiu neuronal al creierului a dovedit că anumite areale ale creierului sunt răspunzătoare pentru sentimentul de ură. Un exemplu cunoscut al răzbunării sângeroase cauzate de ură este vendetta siciliană.